# Ejército Popular Yugoslavo
El Ejército Popular Yugoslavo (22 de diciembre de 1951-20 de mayo de 1992) o JNA (del serbocroata Jugoslovenska narodna armija; en cirílico Југословенска народна армија; en esloveno Jugoslovanska ljudska armada) fue la fuerza militar de la República Federal Socialista de Yugoslavia. Su predecesor fue el Real Ejército Yugoslavo, las fuerzas armadas del antiguo Reino de Yugoslavia.
Las raíces del JNA datan de la Segunda Guerra Mundial, del ejército partisano comandado por Josip Broz Tito, desde 1942 denominado Ejército Popular de Liberación y Destacamentos Partisanos de Yugoslavia (Narodnoslobodilačka vojska i partizanski odredi Jugoslavije – NOV i POJ). En marzo de 1945 se le cambió el nombre por el de Ejército Yugoslavo (Jugoslovenska armija) y finalmente obtuvo el adjetivo de popular el 22 de diciembre de 1951 para subrayar el carácter socialista de las Fuerzas Armadas.
El JNA disfrutó de reputación internacional como una fuerza poderosa, bien equipada y entrenada Sus ramas eran las Fuerzas de Tierra (KoV), la Armada (JRM), la Fuerza Aérea (RV i PVO), la Defensa Territorial (TO) y Protección Civil (ONO I DSZ)

## Historia

### Formación
Los orígenes del Ejército Popular Yugoslavo se encuentran en las unidades de partisanos yugoslavos de la Segunda Guerra Mundial. Como parte de las fuerzas antifascistas de la Guerra de Liberación de Yugoslavia, el Ejército de Liberación Popular de Yugoslavia (NOVJ), predecesor del JNA, se formó el 22 de diciembre de 1941 en la ciudad de Rudo en Bosnia y Herzegovina. Después de la liberación del país de la ocupación por las Potencias del Eje, esta fue la fecha en que se celebraba oficialmente el Día del Ejército en la RFS de Yugoslavia. En marzo de 1945, el NOVJ fue rebautizado como ejército yugoslavo (Jugoslovenska Armija) y finalmente, en su 10.º aniversario el 22 de diciembre de 1951, recibió el adjetivo Narodna (popular). El JNA jugó un papel decisivo en la construcción del Estado yugoslavo.
Al final de la contienda era el cuarto Ejército más importante de Europa.

### Consolidación

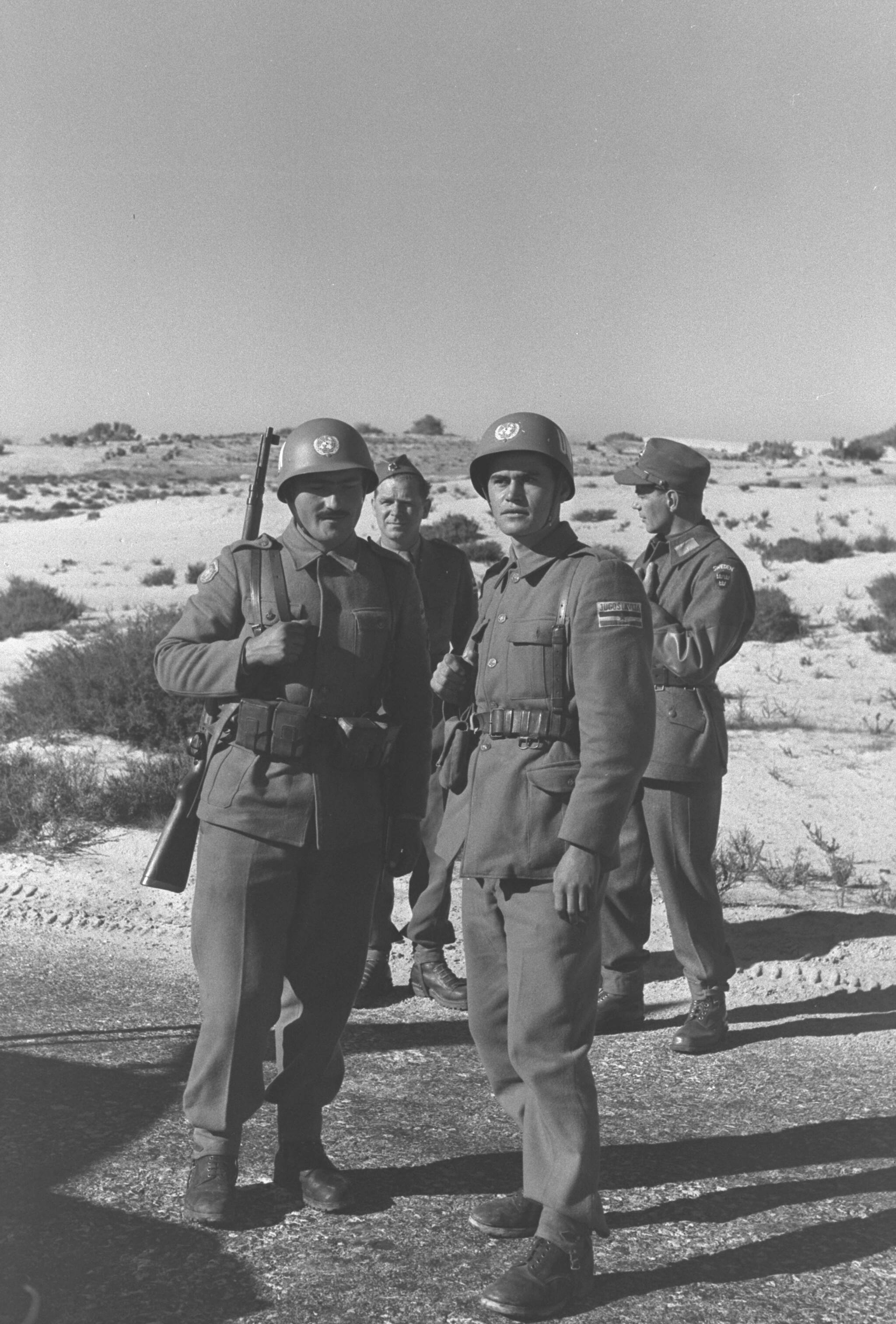
Soldados yugoslavos en el Sinai, como parte del contingente de pacificación UNEF, en 1957.

Durante el primer período de su historia, el JNA se caracterizó por su afinidad y colaboración con la Unión Soviética y los países de su órbita. A partir de 1948 se produjo un progresivo distanciamiento entre el régimen de Tito y el de la URSS, lo que afectó también a las fuerzas armadas.
En 1956 el JNA participó por primera vez en una misión de paz de la ONU, con el envío de un contingente a Egipto, con motivo de la guerra del Sinaí. Para entonces, Yugoslavia se había situado entre los 10 mayores exportadores de armas del mundo, coincidiendo con un progresivo acercamiento a los Estados Unidos.

### Guerras yugoslavas y disolución
A partir de los años 1970, la cuestión nacionalista en los distintos estados que componían la República Federal obligó a intervenir en cuestiones domésticas al JNA, como en la Primavera croata de 1971. A partir de los años 1990 el problema se acentuó y desembocó en las guerras yugoslavas, que acabaron con la disolución del país en 1992. Durante las primeras etapas del conflicto, y en general durante la desintegración de Yugoslavia, hubo una gran sensación de confusión y preocupación sobre el papel que debía desempeñar el Ejército Popular Yugoslavo. El JNA estaba compuesto por ciudadanos de todas las repúblicas, que tras el estallido de la guerra eran obligados a atacar a sus propios compatriotas, lo que en muchos casos llevó a deserciones masivas.
En mayo de 1992, el Consejo de Seguridad de las Naciones Unidas confirmó la independencia como nuevas repúblicas de Croacia, Eslovenia, República de Macedonia y Bosnia y Herzegovina, y su aceptación en las Naciones Unidas. Sobre la base de esto, se solicitó al JNA su retirada de Bosnia (pues ya era considerada como una intervención armada hostil en otro Estado soberano) o sería sancionado. El 12 de mayo de 1992, las unidades del Ejército Popular Yugoslavo se dividieron entre el ejército de la República Federal de Yugoslavia y el Ejército de la República Srpska (VRS) (en su mayoría, de conformidad con la situación geográfica o lugar de origen), junto con la mayoría del personal oficial. En realidad, esto significó que en muchas unidades no cambió nada, salvo sus nombres e insignias. 
Después de la formación del VRS y la disolución oficial del JNA, el Ejército de Yugoslavia fue reformado con nuevas intenciones democráticas, eclipsando los fundamentos de la época socialista del Ejército Popular Yugoslavo. No obstante, los cambios en el ejército yugoslavo (después Ejército de Serbia) fueron muy lentos y la modernización no comenzó hasta cerca del final de la guerra. La utilización del ejército ayudó a Slobodan Milošević a mantenerse en el poder, pero cuando finalmente fue derrocado, el ejército no intervino. 
Al final, Serbia y Montenegro heredó la mayor parte del arsenal militar de Yugoslavia, aunque algunas de sus infraestructuras habían sido destruidas por los bombardeos de la OTAN o quedaron en otras repúblicas yugoslavas. La marina completa quedó en poder de Montenegro tras su independencia.

## Organización

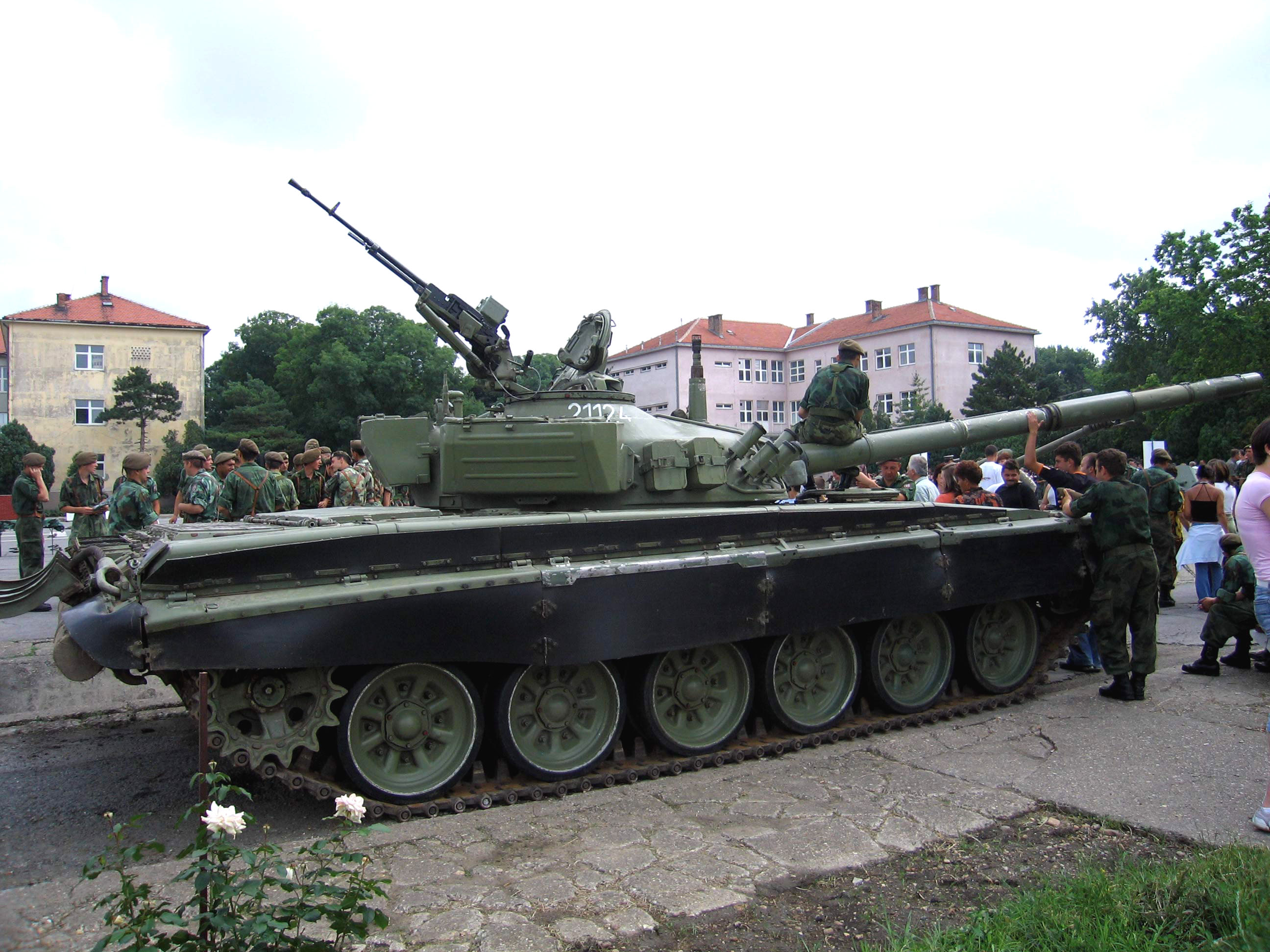
Un M-84 de las Fuerzas de Tierra yugoslavas, en Pozarevac (Serbia).

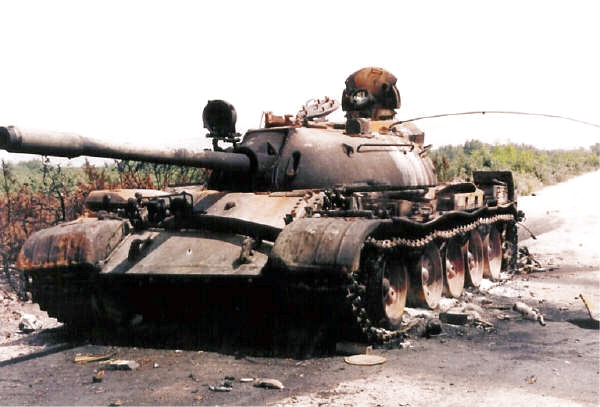
T-55 destruido. El T-55 fue el tanque más usado durante las guerras yugoslavas.

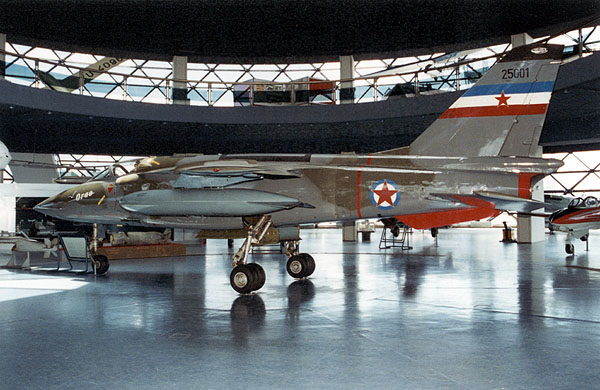
J-22 en un museo con los distintivos yugoslavos.

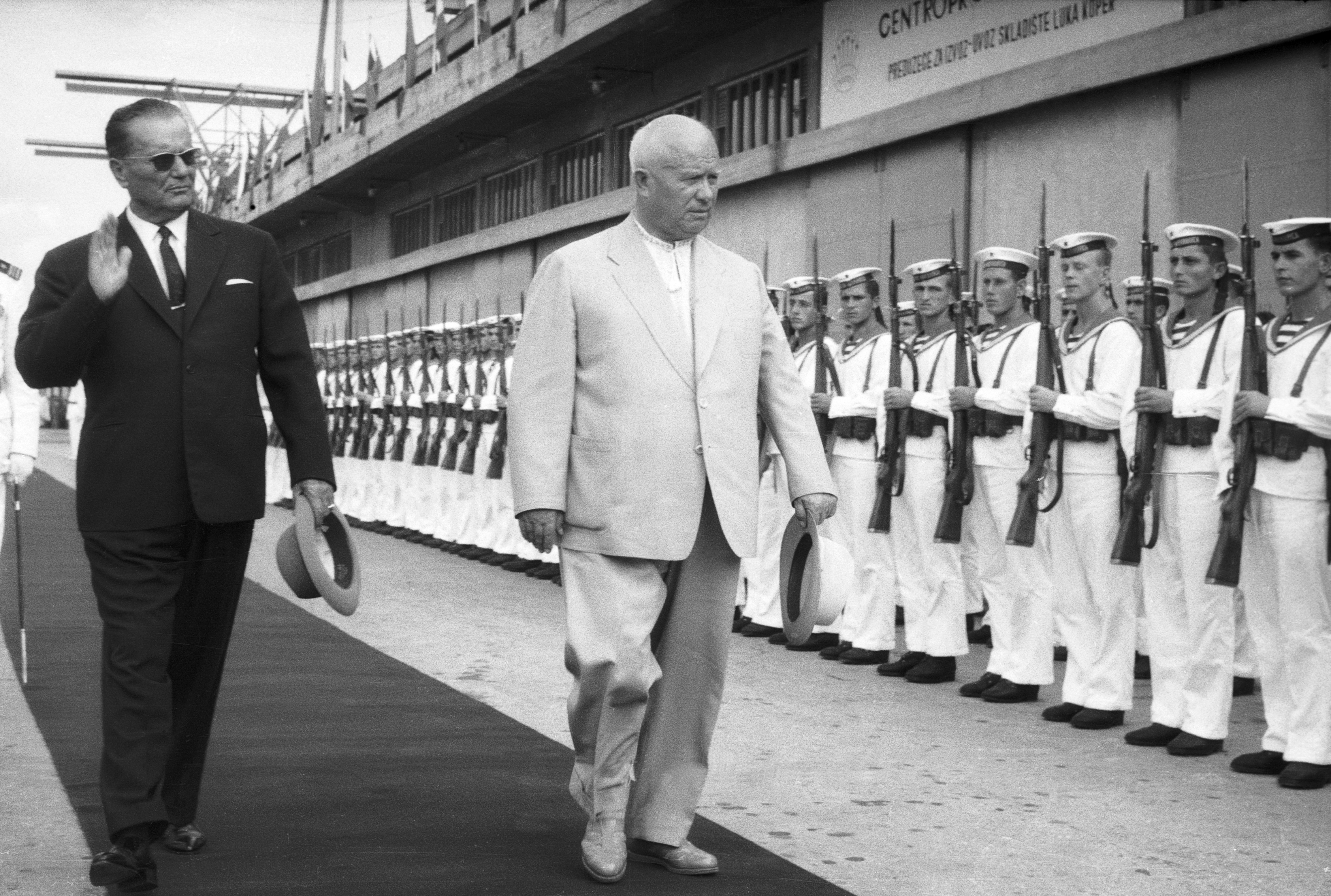
Tito pasando revista a marineros yugoslavos junto con Jruschov en 1963.

Considerado el tercer ejército más fuerte de Europa, el JNA estaba compuesto por fuerzas de tierra, fuerza aérea y la armada. Estaba organizado en cuatro regiones militares. Las regiones estaban divididas en distritos, que eran responsables de las tareas administrativas como proyectos, movilización, y construcción y mantenimiento de las instalaciones militares. Las regiones eran: Belgrado (responsable del este de Croacia, Serbia y Bosnia y Herzegovina), Zagreb (norte de Croacia y Eslovenia), Skopie (República de Macedonia, sur de Serbia y Montenegro), y la Región Naval de Split. De los 180.000 soldados del JNA, más de 90.000 eran reclutas.
| Distrito                                                                          | Poder de combate | Organización |
| --------------------------------------------------------------------------------- | --- | --- |
| 1.e Distrito Militar (Belgrado) Zona de responsabilidad Centro y NE de Yugoslavia | Personal estimado: 40.000. Materiales: 968 tanques, 633 vehículos de combate, 1.392 piezas de artillería (incluyendo 92 lanzadores múltiples)            | 4.° Cuerpo. Puesto comando en Sarajevo. |
| 1.e Distrito Militar (Belgrado) Zona de responsabilidad Centro y NE de Yugoslavia | Personal estimado: 40.000. Materiales: 968 tanques, 633 vehículos de combate, 1.392 piezas de artillería (incluyendo 92 lanzadores múltiples)            | 5.° Cuerpo. Puesto comando en Banja Luka. |
| 1.e Distrito Militar (Belgrado) Zona de responsabilidad Centro y NE de Yugoslavia | Personal estimado: 40.000. Materiales: 968 tanques, 633 vehículos de combate, 1.392 piezas de artillería (incluyendo 92 lanzadores múltiples)            | 12.° Cuerpo. Puesto comando en Novi Sad. |
| 1.e Distrito Militar (Belgrado) Zona de responsabilidad Centro y NE de Yugoslavia | Personal estimado: 40.000. Materiales: 968 tanques, 633 vehículos de combate, 1.392 piezas de artillería (incluyendo 92 lanzadores múltiples)            | 17.° Cuerpo. Puesto comando en Tuzla. |
| 1.e Distrito Militar (Belgrado) Zona de responsabilidad Centro y NE de Yugoslavia | Personal estimado: 40.000. Materiales: 968 tanques, 633 vehículos de combate, 1.392 piezas de artillería (incluyendo 92 lanzadores múltiples)            | 24.° Cuerpo. Puesto comando en Kragujevac. |
| 1.e Distrito Militar (Belgrado) Zona de responsabilidad Centro y NE de Yugoslavia | Personal estimado: 40.000. Materiales: 968 tanques, 633 vehículos de combate, 1.392 piezas de artillería (incluyendo 92 lanzadores múltiples)            | 37.° Cuerpo. Puesto comando en Užice . |
| 1.e Distrito Militar (Belgrado) Zona de responsabilidad Centro y NE de Yugoslavia | Personal estimado: 40.000. Materiales: 968 tanques, 633 vehículos de combate, 1.392 piezas de artillería (incluyendo 92 lanzadores múltiples)            | Se suman al distrito, la 1.a División de la Guardia (infantería mecanizada) (Begrado) y tres brigadas de artillería mixta y antitanque y una brigada de artillería de cohetes directamente subordinadas al comando del DM. |
| 3.e Distrito Militar (Skopie) Zona de responsabilidad flanco sur de Yugoslavia    | Personal estimado: 41.000. Materiales: 729 tanques, 472 vehículos blindados de combate y 1.190 piezas de artillería (incluyendo 60 lanzadores múltiples) | 2.° Cuerpo. Puesto comando en Podgorica. |
| 3.e Distrito Militar (Skopie) Zona de responsabilidad flanco sur de Yugoslavia    | Personal estimado: 41.000. Materiales: 729 tanques, 472 vehículos blindados de combate y 1.190 piezas de artillería (incluyendo 60 lanzadores múltiples) | 21.° Cuerpo. Puesto comando en Niš. |
| 3.e Distrito Militar (Skopie) Zona de responsabilidad flanco sur de Yugoslavia    | Personal estimado: 41.000. Materiales: 729 tanques, 472 vehículos blindados de combate y 1.190 piezas de artillería (incluyendo 60 lanzadores múltiples) | 41.° Cuerpo. Puesto comando en Bitola. |
| 3.e Distrito Militar (Skopie) Zona de responsabilidad flanco sur de Yugoslavia    | Personal estimado: 41.000. Materiales: 729 tanques, 472 vehículos blindados de combate y 1.190 piezas de artillería (incluyendo 60 lanzadores múltiples) | 42.° Cuerpo. Puesto comando en Kumanovo. |
| 3.e Distrito Militar (Skopie) Zona de responsabilidad flanco sur de Yugoslavia    | Personal estimado: 41.000. Materiales: 729 tanques, 472 vehículos blindados de combate y 1.190 piezas de artillería (incluyendo 60 lanzadores múltiples) | 52.° Cuerpo. Puesto comando en Priština. |
| 3.e Distrito Militar (Skopie) Zona de responsabilidad flanco sur de Yugoslavia    | Personal estimado: 41.000. Materiales: 729 tanques, 472 vehículos blindados de combate y 1.190 piezas de artillería (incluyendo 60 lanzadores múltiples) | Se suman al distrito, dos brigadas blindadas y dos brigadas de artillería mixta de armas antitanques dependientes directamente del DM.                                                                                     |
| 5.° Distrito Militar (Zagreb) Zona de responsabilidad norte de Yugoslavia         | Personal estimado: 35.000. Materiales: 711 tanques, 367 vehículos de combate y 869 piezas de artillería (incluyendo 64 lanzadores múltiples)             | 10.° Cuerpo. Puesto comando en Zagreb. |
| 5.° Distrito Militar (Zagreb) Zona de responsabilidad norte de Yugoslavia         | Personal estimado: 35.000. Materiales: 711 tanques, 367 vehículos de combate y 869 piezas de artillería (incluyendo 64 lanzadores múltiples)             | 13.° Cuerpo. Puesto comando en Rijeka. |
| 5.° Distrito Militar (Zagreb) Zona de responsabilidad norte de Yugoslavia         | Personal estimado: 35.000. Materiales: 711 tanques, 367 vehículos de combate y 869 piezas de artillería (incluyendo 64 lanzadores múltiples)             | 14.° Cuerpo. Puesto comando en Ljubljana. |
| 5.° Distrito Militar (Zagreb) Zona de responsabilidad norte de Yugoslavia         | Personal estimado: 35.000. Materiales: 711 tanques, 367 vehículos de combate y 869 piezas de artillería (incluyendo 64 lanzadores múltiples)             | 31.° Cuerpo. Puesto comando en Maribor. |
| 5.° Distrito Militar (Zagreb) Zona de responsabilidad norte de Yugoslavia         | Personal estimado: 35.000. Materiales: 711 tanques, 367 vehículos de combate y 869 piezas de artillería (incluyendo 64 lanzadores múltiples)             | 32.° Cuerpo. Puesto comando en Varaždin. |
| 5.° Distrito Militar (Zagreb) Zona de responsabilidad norte de Yugoslavia         | Personal estimado: 35.000. Materiales: 711 tanques, 367 vehículos de combate y 869 piezas de artillería (incluyendo 64 lanzadores múltiples)             | Se suman al distrito tres brigadas de artillería mixta dependientes directamente del DM. |
| Distrito Naval (Split) Zona de responsabilidad litoral de Yugoslavia              | | 9.° Cuerpo. Puesto comando en Knin. |
| Distrito Naval (Split) Zona de responsabilidad litoral de Yugoslavia              | 5.° Sector Naval. Puesto comando en Pula. | |
| Distrito Naval (Split) Zona de responsabilidad litoral de Yugoslavia              | 8.° Sector Naval. Puesto comando en Šibenik. | |
| Distrito Naval (Split) Zona de responsabilidad litoral de Yugoslavia              | 9.° Sector Naval. Puesto comando en Boka. | |
| Distrito Naval (Split) Zona de responsabilidad litoral de Yugoslavia              | 86.° Cuerpo de Infantería Motorizada de la Guardia. Puesto comando en Split.                                                                             | |
| Distrito Naval (Split) Zona de responsabilidad litoral de Yugoslavia              | Flota | |

### Fuerzas de Tierra
Las fuerzas de tierra eran las que más personal aglutinaban. Había cerca de 165.000 soldados en servicio activo (incluyendo 90.000 reclutas) en 1991, y podían movilizar a más de un millón de reservistas formados en tiempos de paz. Las fuerzas de reserva, se organizaron a lo largo de las líneas de las distintas repúblicas en las "Fuerzas de Defensa Territorial", y en tiempo de guerra debían estar subordinadas al Mando Supremo del Ejército Popular como parte integrante del sistema de defensa. La Defensa Territorial (fuerza de reserva) se componía de antiguos conscriptos y fueron en ocasiones llamados para ejercicios de guerra. 
Las fuerzas de tierra constaban de infantería, vehículos blindados, artillería y defensa aérea, así como de señales, ingeniería y cuerpos de defensa química. Sus tanques principales eran el M-84 y el T-55.

### Fuerzas Aéreas
La Fuerza Aérea yugoslava tenía alrededor de 32.000 soldados, entre ellos 4.000 reclutas, y operaba más de 700 aviones y 200 helicópteros. Era responsable del transporte, reconocimiento, y aeronaves de alas rotativas, así como del sistema nacional de defensa aérea. La mayoría de los aviones fueron producidos en Yugoslavia, y su misiles fabricados en el país o suministrados por la Unión Soviética. 
La Fuerza Aérea yugoslava tuvo doce escuadrones de aviones de ataque de fabricación nacional. Estaban equipados con 165 Orao-2, Super Galeb y J-21 Jastreb, y antiguos cazas P-2 Kraguj. Los aviones de ataque a tierra estaban armados con misiles comprados a los Estados Unidos y la Unión Soviética. La fuerza aérea también tenía cerca de noventa helicópteros de combate Mil Mi-8 para proporcionar movilidad añadida y fuego de apoyo para pequeñas unidades de tierra. Asimismo, tenía 9 escuadrones de 130 MiG-21 de fabricación soviética, y en 1987 adquirió 16 modernos MiG-29.

### Armada
La Armada Yugoslava contaba con cerca de ochenta fragatas, corbetas, submarinos y dragaminas, además de misiles, torpedos, y lanchas patrulleras de la flota del Mar Adriático. Toda la costa de Yugoslavia era parte de la región naval, con sede en Split (ahora parte de Croacia). 
Los partisanos habían utilizado muchos barcos pequeños en ataques a convoyes italianos en el mar Adriático durante la Segunda Guerra Mundial. Después de la guerra, la marina se adueñó de numerosos submarinos alemanes e italianos, destructores, dragaminas, así como naves de desembarco capturadas durante la guerra o recibidas como reparaciones de guerra. Los Estados Unidos proporcionaron ocho torpederos en la década de 1940, pero la mayoría de esas unidades se quedaron pronto obsoletas. La marina fue mejorada en la década de 1960 cuando adquirió diez embarcaciones lanzamisiles y cuatro lanchas torpederas a la Unión Soviética.

## Experiencia operacional
- Frente de los Balcanes (Segunda Guerra Mundial)
- Crisis de Trieste
- Guerras yugoslavas
  - Guerra de Eslovenia
  - Guerra de Croacia
  - Guerra de Bosnia

## Ejércitos de las nuevas repúblicas de la ex-Yugoslavia
- Fuerzas Armadas de Bosnia y Herzegovina (Oružane snage Bosne i Hercegovine)
- Fuerzas Armadas de Croacia (Oružane Snage Republike Hrvatske)
- Fuerzas Armadas de Macedonia del Norte (Армија на Република Северна Македонија)
- Fuerzas Armadas de Montenegro (Vojska Crne Gore)
- Fuerzas Armadas de Serbia (Војска Србије)
- Fuerzas Armadas de Eslovenia (Slovenska vojska)